# Adrián Ricchiutti
Adrián Ricchiuti (Lanús, Buenos Aires, Argentina, 30 de junio de 1978) es un futbolista argentino. Juega de mediocampista ofensivo y actualmente se desempeña en el A. C. Virtus del Campeonato sanmarinense de fútbol.

## Carrera
Hizo inferiores en el Club Atlético Lanús. Adrián comenzó a jugar en el año 1994 en el Ternana de Italia, con 24 partidos y un gol en dos temporadas, para luego formar parte del Genoa por dos temporadas jugando sólo 10 partidos, por lo que luego pasó al Carpi donde sí consiguió más continuidad, con 18 partidos y un gol en seis meses que permaneció allí. Posteriormente, desde el año 1998 al 2000 formó parte del Pistoiese donde se destacó con 42 partidos y 3 goles en ese período. Ya en la temporada 2000/2001 pasó al Livorno jugando 12 partidos en 6 meses y después al Arezzo donde jugó 47 partidos y metió 10 goles hasta el año 2002. Su siguiente club fue el Rimini, ahí jugó aproximadamente siete años y medio, haciendo 278 apariciones y convirtiendo 54 goles, lo que le valió para entrar al Catania. En las temporadas siguientes jugó en otros clubes italianos como Virtus Entella, otra vez Rimini y Delta Porto Tolle. En los últimos años ha competido en el campeonato de San Marino, vistiendo las camisetas de La Fiorita y Virtus.

## Clubes

### Como jugador
| Club                     | País       | Año       |
| ------------------------ | ---------- | --------- |
| Ternana                  | Italia     | 1994-1996 |
| Genoa                    | Italia     | 1996-1998 |
| Carpi                    | Italia     | 1998      |
| Pistoiese                | Italia     | 2998-2000 |
| Livorno                  | Italia     | 2000      |
| Arezzo                   | Italia     | 2000-2002 |
| Rimini                   | Italia     | 2002-2009 |
| Catania                  | Italia     | 2009-2013 |
| Virtus Entella           | Italia     | 2013-2014 |
| Rimini                   | Italia     | 2014-2016 |
| Delta Porto Tolle Rovigo | Italia     | 2016      |
| Rimini                   | Italia     | 2016-2017 |
| La Fiorita               | San Marino | 2017-2019 |
| Virtus                   | San Marino | 2019-2020 |

### Como entrenador
| Club   | País   | Año  |
| ------ | ------ | ---- |
| Rimini | Italia | 2021 |